# Parasemia nuda
Parasemia nuda là một loài bướm đêm thuộc phân họ Arctiinae, họ Erebidae.